# آقای فاکس شگفت‌انگیز (فیلم)
آقای فاکس شگفت‌انگیز (به انگلیسی: Fantastic Mr. Fox) نام یک فیلم انیمیشن استاپ موشن آمریکایی محصول سال ۲۰۰۹ به کارگردانی وس اندرسن است. فیلم‌نامه این فیلم بر پایه رمان کودکانه‌ای به همین نام اثر رولد دال توسط وس اندرسن و نوآ بامباک نوشته شده‌است.
در این انیمیشن بازیگران برجسته‌ای همچون جرج کلونی (آقای فاکس/روباه)، مریل استریپ (خانم فاکس/روباه)، جیسون شوارتزمن (اش)، بیل مری (بجر/گورکن) و ویلم دافو (رت/موش) به‌جای شخصیت‌ها صحبت کرده‌اند.
آقای فاکس شگفت‌انگیز، نخستین انیمیشن ساخته وس اندرسن و نخستین انیمیشن استاپ موشن توزیع‌شده توسط شرکت فاکس قرن بیستم است.

## داستان
آقای فاکس (روباه) به همراه همسرش در دامنه یک تپه در همسایگی خانواده‌های گورکن، خز و خرگوش زندگی می‌کنند. فاکس هر شب به مزرعه یکی از سه مزرعه‌دار پایین تپه دستبرد می‌زند. تا اینکه کشاورزها به نام‌های باگیس، بانس و بین تصمیم می‌گیرند به کمک هم روباه را به دام بیندازند.

## جوایز
این فیلم کاندیدای ۲ اسکار (کاندیدای اسکار بهترین انیمیشن-کاندیدای اسکار بهترین موسیقی متن) در سال ۲۰۱۰ شد.